# Buňka sběrného kanálku
Buňky sběrného kanálku nalézáme v ledvinách savců. Buňky tvoří stěny sběrných kanálků vedoucích k nefronům a stěny váčků kolem nefronů, kde probíhá resorpce vody z primární moči, která je tím zkoncentrovaná.
Resorpce vody je v buňkách řízena peptidickým antidiuretickým hormonem, produkovaným hypofýzou. Významnou roli při správném fungování zpětného vstřebávání vody hraje také koncentrace sodíkových iontů v buňkách. S rostoucí koncentrací iontů vzrůstá průtok vody buňkou exponenciálně v apikálně bazálním směru. Ve vnější membráně buňky sběrného kanálku je zakomponovaná proteinová tetraedrická jednotka pro selektivní transport vody tvořená monomerními bílkovinami s označením CHIP28. Jednotlivé monomery fungují samostatně.
Buňky sběrného kanálku můžeme zařadit mezi krycí epitely. Jde o buňky, které plní funkci selektivně propustné bariéry prostředí. Tvoří výstelku ledvinových kanálků, které odvádí moč od nefronů přes močovou trubici až do močového měchýře. Představují selektivně propustné rozhraní mezi tekutinou ve sběrném kanálku a okolní tkání.  
Při poruše normální funkce epitelu sběrných kanálků může dojít k depolarizaci buněk. Depolarizovaná buňka sběrného kanálku je velmi náchylná k usazování krystalů šťavelanu vápenatého v závislosti na pH moči. Depolarizace buněk způsobená např. poraněním tkáně ledviny je prvním krokem ke tvorbě ledvinových kamenů.